# Ferdinandusa scandens
Ferdinandusa scandens är en måreväxtart som beskrevs av Adolpho Ducke. Ferdinandusa scandens ingår i släktet Ferdinandusa och familjen måreväxter. Inga underarter finns listade i Catalogue of Life.